# 塞尔维尼亚
塞尔维尼亚（法語：Servignat，法語發音：[sɛʁviɲa]）是法国东部安省的一个市镇，属于布雷斯地区布尔格区。

## 地理
塞尔维尼亚（46°26'1"N, 5°4'10"E）面积7.99 平方千米，位于法国奥弗涅-罗讷-阿尔卑斯大区安省，该省份为法国东部省份，北起汝拉省，西北接索恩-卢瓦尔省，西接罗讷省和里昂大都会，南至伊泽尔省，东与萨瓦省、上萨瓦省和瑞士接壤。
与塞尔维尼亚接壤的市镇（或旧市镇、城区）包括：雷苏兹河畔沙瓦讷、芒特奈-蒙兰、雷苏兹河畔圣让、圣特里维耶-德库尔特。

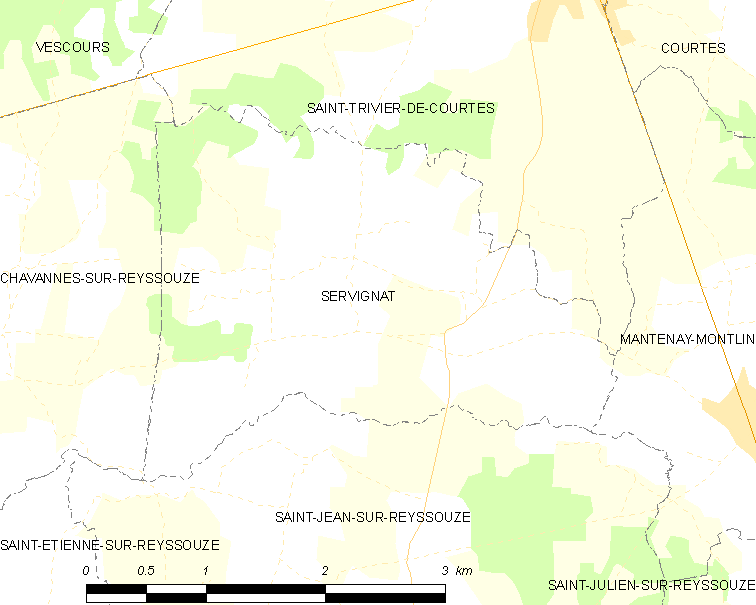
塞尔维尼亚的OSM定位图

塞尔维尼亚的时区为UTC+01:00、UTC+02:00（夏令时）。

## 行政
塞尔维尼亚的邮政编码为01560，INSEE市镇编码为01406。

## 政治
塞尔维尼亚所属的省级选区为勒普隆日县。

## 人口

1962-2008年间塞尔维尼亚人口变化图示

塞尔维尼亚于2022年1月1日时的人口数量为180人。